# Stadt Großalsleben
Stadt Großalsleben, bis 2015 Großalsleben, ist eine ehemalige Kleinstadt, die seit dem 1. Januar 2001 als Ortsteil zu Gröningen gehört. Großalsleben liegt im Landkreis Börde im Land Sachsen-Anhalt. Bis 1945 war es eine Exklave des Freistaats Anhalt in der preußischen Provinz Sachsen.

## Geographie
Der Ort liegt zwischen der Landeshauptstadt Magdeburg und dem Harz. Die nächsten Städte sind Gröningen (5 km), Oschersleben (Bode) (5 km) und Halberstadt (18 km).

### Gliederung
Stadt Großalsleben ist in eine Ober- und eine Unterstadt gegliedert, die einen Höhenunterschied von 10 bis 15 m ausweisen. Verursacht wird dieser Höhenunterschied durch das Steilufer eines historischen Armes der Bode, die bis ins 10. Jahrhundert an dieser Stelle floss. Straßennamen wie Wasserstraße zeugen noch heute davon.

## Geschichte
Erste Besiedlungsspuren der Ortslage finden sich aus der Zeit um etwa 3000 v. Chr. Im 3. bis 6. Jahrhundert gründeten die Warnen erstmals eine befestigte Siedlung an der Stelle des heutigen Ortes. In einer Urkunde aus dem Jahr 961 bestätigte König Otto I. eine Schenkung des Markgrafen Gero an das Stift Gernrode – hier findet sich eine erste Erwähnung als Groß Alsleben. Neben Groß Alsleben (Alslevu) und Klein Alsleben (Nian-Alslevu) wurden auch Egeln, Gröningen, Frose und Nienburg genannt. Damit begann die Herrschaft des Klosters Gernrode über den Ort. 1227 bestätigte Papst Gregor IX. in einem Schutzbrief die Besitzungen des Klosters Gernrode. Die Einkünfte aus Groß Alsleben erhielt die Pröpstin (stellv. Äbtissin). 1311 wird die erste Windmühle in Großalsleben erwähnt. 1353 wird zum ersten Male ein Amtmann namentlich erwähnt (Friedrich Bode von Eisleben). Für seine Dienste erhielt er eine Hufe Land und eine Wiese auf Lebenszeit, 1358 noch ein Stück Acker in Klein Alsleben. Um 1350 wurde das Kloster Gernrode in ein adliges Damenstift umgewandelt. Die benachbarten Feudalherren rissen den Besitz des Klosters Stück für Stück an sich. Die Grafen von Anhalt wurden zu Schutzherren des Stifts auserkoren. 1390 endete ein seit 1378 andauernder Streit um den Besitz von Groß Alsleben und Klein Alsleben durch das Eingreifen des päpstlichen Gerichts. Der Erzbischof von Magdeburg musste eine Entschädigungssumme an das Stift Gernrode zahlen. 1418 ordnete die Gernröder Äbtissin die Befestigung des Ortes durch Graben und Zingel (Wall mit Palisaden) an. Der Gemeindekrug wird erstmals erwähnt. 1483 sprechen die Urkunden erstmals von einem Tor, dem Viehtor. Später werden noch die Oeselpforte, das Stuben- und das Klaustor (daran erinnert heute die Klausstraße) genannt.
1560 erwähnen Urkunden ein Rathaus. Um diese Zeit hatte der Ort auch nachweislich bereits eine Fleckenverfassung und es gibt einen Bauermeister und 2 Geschworene. 1563 wird erstmals eine Schule in Großalsleben erwähnt.
1610 eigneten sich die Fürsten von Anhalt durch Säkularisation den Besitz des Stifts Gernrode an. Damit beginnt die anhaltische Herrschaft über Groß Alsleben und die zugehörigen Dörfer.
1852 erhielt Großalsleben die Bezeichnung Stadt.
Gegen Ende des Zweiten Weltkriegs wurde Großalsleben am 11. April 1945 von US-amerikanischen Truppen weitgehend kampflos eingenommen. Gegen Ende Mai wurden sie von britischem Militär abgelöst, dem am 1. Juli sowjetische Besatzungssoldaten folgten.
Am 1. Juli 2014 ist das neue Kommunalverfassungsgesetz des Landes Sachsen-Anhalt in Kraft getreten. In dessen §14 (2) wird den Gemeinden die Möglichkeit gegeben, den Ortsteilen, die vor der Eingemeindung Städte waren, diese Bezeichnung zuzuerkennen. Die Stadt Gröningen hat von dieser Regelung Gebrauch gemacht. Ihre neue Hauptsatzung ist mit Wirkung vom 17. März 2015 in Kraft getreten. Im §1 wird Großalsleben nicht mehr als eingegliederte Gemeinde, sondern als Stadt aufgeführt. Im §15 (5) wird der Ortsteil als Stadt Großalsleben bezeichnet.

## Politik

### Wappen
Das Wappen wurde am 10. Januar 1995 durch das Regierungspräsidium Magdeburg genehmigt.
Blasonierung: „In Silber der aus einem roten Schild wachsende heilige Petrus mit goldenem Nimbus im silbernen Gewand und blauen Umhang, einen goldenen Schlüssel in der Rechten und ein rotes Buch in der Linken haltend; der Schild belegt mit einem schräggestellten goldenen Schlüssel mit abwärts gekehrtem Bart und rundem Schließblatt.“
Großalsleben besaß nach Überlieferungen ein Wappen bereits seit dem 11. Juni 1760. Es zeigt den Schutzpatron der älteren Kirche des Ortes, den Heiligen Petrus, mit Schlüssel und Buch. Diese Abbildung finden wir auch auf der ältesten Kirchenglocke des Jahres 1463. Auch ein älteres Siegel des Ortes ist nachweisbar, in dem das beschriebene Bild vorkommt.
Die Verwendung der Bilder von Schutzpatronen der Kirchen in den Wappen der Orte ist historisch häufig nachzuweisen. Zumeist ging hier dem Wappen das Siegel voraus, denn immerhin bestand in vielen deutschen Gebieten zur Beglaubigung wichtiger Urkunden eine Siegelpflicht. Die Grafik des gestochenen Siegels entsprach dabei nicht immer den Regeln christlicher Ikonographie, die das Aussehen, die Körperhaltung, Kleidung, die Gestik usw. von Personen oder Figuren aus der Religion oder Mythologie genau vorgab. Zudem kam es häufig vor, dass Wappen bei wechselnden Herrschaftsverhältnissen verändert und einer herrschenden politischen Auffassung verbunden mit dem Geschmack des Zeitgeistes angepasst wurden. Beim Ortswappen von Großalsleben ist eine solche Wandlung ebenfalls erfolgt: Die Version des aus einem roten Schild wachsenden, den Schlüssel Petri und das Evangelium haltenden Petrus wurde unter anhaltischen Besitzverhältnissen verändert; dem Petrus wurde das Buch genommen und einen Siegeskranz in Hand und Schild gegeben. Der Schild im Wappenschild wurde grün-silber schräggeteilt.
Die Gemeindefarben sind Blau-Silber (Weiß).
Das Redesign des in Gewohnheitsrecht geführten Wappens wurde vom Magdeburger Kommunalheraldiker Jörg Mantzsch vorgenommen.
Bei der vorliegenden Wappengestaltung wurde auf die früheste überlieferte Wappenbeschreibung Bezug genommen und diese in heraldisch richtiger und der Ikonographie entsprechenden Weise visualisiert.

## Kultur

### Ehemalige Bauwerke
- Sumpfburg an der Grenze zur Gemarkung Hordorf aus dem 9./10. Jahrhundert. Als Flurnamen tauchen noch „Alte Burg“, „Bei der alten Burg“ und „Markgrafengrund“ auf. Otto von Heinemann vermutete in ihr den Stammsitz des Markgrafen Gero.
- ehemalige Burg nordwestlich der Stadt (im Propsteiregister von 1495 wird noch ein Bergfried erwähnt) im Bereich des heutigen Mühlenberges.

### Bauwerke

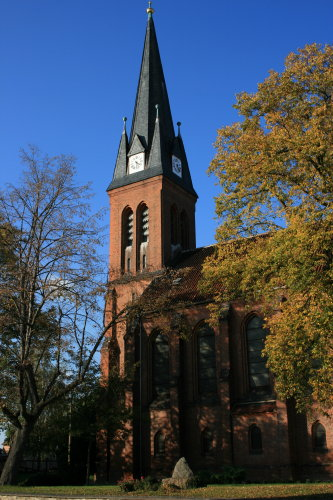
Ev. Stadtkirche St. Petrus

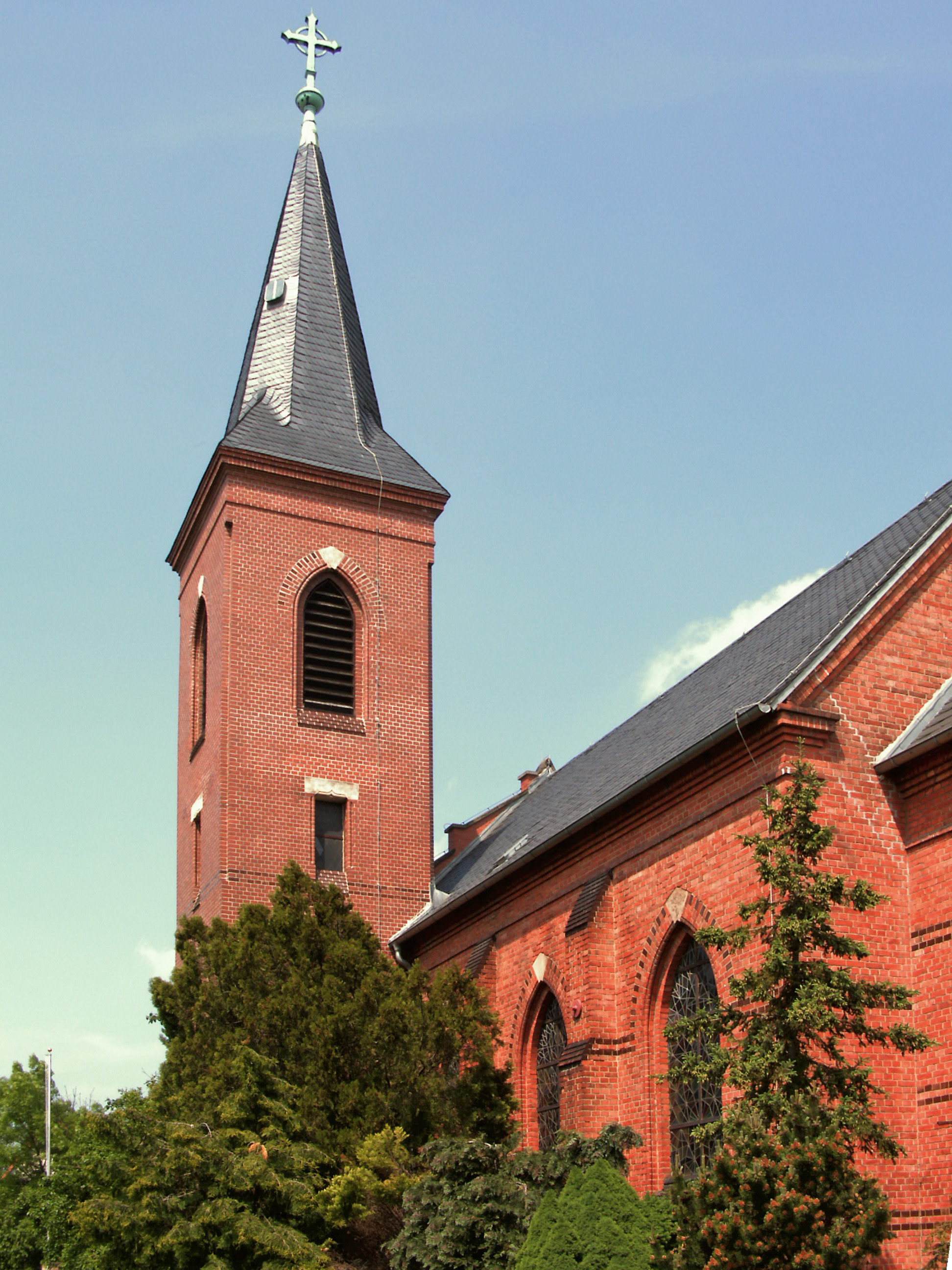
Kath. Kirche Herz Jesu

#### Evangelische Kirche St. Petrus
Es handelt sich um eine neogotische Backsteinkirche, die 1885 erbaut wurde und nach Simon Petrus benannt ist. Der Kirchturm war mit 47 Metern Höhe der zweithöchste im früheren Bördekreis. Der gotische Vorgängerbau (eine einschiffige Dorfkirche) aus dem 16. Jahrhundert löste die romanische Dorfkirche, welche 964 und 1207 genannt wird, ab.
Der aus der Mitte des 15. Jahrhunderts stammende Altar ging beim Neubau der Kirche zu Bruch. Den Altar für die neue Kirche schuf der Wernigeröder Holzbildhauer Gustav Kuntzsch. Es befinden sich vier Glocken im Turm von 1463, 1663 und 1743.
Ein romanischer Taufstein sowie ein Tympanon befinden sich in der Stiftskirche Gernrode. Das Kirchspiel Großalsleben gehört zum Kirchenkreis Halberstadt.

#### Katholische Kirche Herz Jesu
Der Bau der Kirche wurde 1904 begonnen und 1906 vollendet, sie ist nach dem Heiligsten Herz Jesu benannt. Auch sie ist im neogotischen Backsteinstil errichtet.
Mit der Ausmalung der Kirche 200? konnte die aufwendige, sich seit 1971 hinziehende Sanierung der Kirche abgeschlossen werden. Die Einrichtung ist modern gehalten (Bänke beheizbar) und besonders die Glasbetonfenster in der Apsis (Prof. Nawroth) bilden im Schein der aufgehenden Sonne einen architektonischen Hochgenuss.
Der gepflegte Pfarrgarten ist Besuchern zu empfehlen.
Heute gehört die Kirche zur Pfarrei St. Marien mit Sitz in Oschersleben.

#### Ehemaliger Gutshof (Komplex aus mehreren Gebäuden)
Er umfasst die Gebäude Kirchstraße 7–10. Dabei handelt es sich von Westen beginnend um das ehemalige Amtshaus, das die Äbtissin Elisabeth von Gernrode (auch Fürstin von Anhalt) 1566 erbauen ließ. Ihr fürstliches Wappen (1545) ist noch heute zu sehen. Daran an schließt sich ein Wohn- und Speicherhaus aus dem 16./17. Jahrhundert. Es folgt das ehemalige Stadtgefängnis von 1609. Es handelt sich um einen imposanten Bau, der im Erdgeschoss aus massivem Bruchstein und im Obergeschoss aus Eichenfachwerk besteht. Das letzte Gebäude des Komplexes ist das Gutshaus, das 1753 erbaut wurde und in den Jahren 1922/23 vom damaligen Domänenpächter Ernst Giesecke umgebaut wurde.

### Friedhof
- Sammelgrab für 17 und Einzelgrabstätten für acht Zwangsarbeiter verschiedener Nationen, die während des Zweiten Weltkrieges nach Deutschland verschleppt wurden und 1945 starben

## Wirtschaft und Infrastruktur

### Ansässige Firmen
- Morgenstern Bedachungs GmbH
- Agrar GmbH Großalsleben
- Milchviehbetrieb Lünenborg
- Spedition Rosenberg
- Schemmel-Transporte
- Landhaus „Andres“
- Fensterbau-Großalsleben
- Ilse Landwirtschaftsbetrieb
- Ziegenfuß Rollladenvertrieb

### Verkehrsanbindung
Der Ort ist über die Landesstraße 24 von Oschersleben und Gröningen aus zu erreichen. Über diese beiden Orte besteht auch Anschluss ans Bundesstraßennetz. Die nächsten Bahnstationen liegen in Oschersleben (Bode) und Halberstadt. Die Anschlüsse zur Autobahn 2 und 14 sind ca. 25 km entfernt.

### Öffentliche Einrichtungen/Bildung
- freie Grundschule nach dem Konzept von Maria Montessori
- Kindertagesstätte „Wichtelstübchen“

Die nächste Sekundarschule und das nächste Gymnasium befinden sich in der ehemaligen Kreisstadt Oschersleben.
In Gröningen und Hadmersleben befinden sich zudem private Gymnasien.
- das 1999 sanierte Freibad
- Stadion am Pappelwald
- Schützenhaus mit Schießstand
- Stadtsaal
- evang. Gemeindezentrum
- kathol. Gemeindezentrum

### Freizeit und Sport
- Sportverein SV Sturm 07
- Schützenverein von 1799 e. V.
- Theatertanten von 1995
- Freiwillige Feuerwehr Großalsleben
- Karnevalsgruppe „Grün-Weiß“ der kath. Pfarrgemeinde Herz Jesu
- Monty-Jazzband

Höhepunkte des kulturellen Lebens in der Stadt sind solche jährlich wiederkehrenden Veranstaltungen wie das Volks- und Schützenfest, die Sportwoche, der Adventslauf, der Weihnachtsmarkt mit Theateraufführung, der kath. Karneval, das Freibadfest, das Monty-Jazzfest, das Osterfeuer usw.

## Töchter und Söhne des Ortes
- Georg Wilhelm Wahnschaffe (1710–1791). Preußischer Oberamtmann, Braunschweig-Lüneburgischer Drost, Wasserbauexperte, Landesverbesserer und vielfacher Domänen- und Rittergutsbesitzer übernahm 1784 die Domäne Großalsleben.
- Eckhard Werner (1954–2011), Bürgermeister von Großalsleben und Landtagsabgeordneter